# Niwice
Niwice (ukr. Нивиці) – wieś na Ukrainie, w obwodzie lwowskim, w rejonie szeptyckim. Liczy 995 mieszkańców.

## Historia
Wieś starostwa szczurowickiego, położona była w XVIII wieku w powiecie buskim. Za II Rzeczypospolitej do 1934 roku wieś stanowiła samodzielną gminę jednostkową w powiecie radziechowskim w woj. tarnopolskim. W związku z reformą scaleniową została 1 sierpnia 1934 roku włączona do nowo utworzonej wiejskiej gminy zbiorowej Ohladów w tymże powiecie i województwie. 
W styczniu 1944 oddział partyzantów radzieckich  ze specgrupy pod dowództwem płka NKWD Dmitrija Miedwiediewa dokonał zbrodni na miejscowej ludności ukraińskiej, zamordowanych zostało 29 osób.
Po wojnie wieś ponownie weszła w struktury administracyjne Związku Radzieckiego.
Do 2020 w rejonie radziechowskim.

## Literatura
- Wasyl Prus: Trahedija w Nywyciach. Czerwonohrad, 2004. (ukr.)